# Anabaptist
Trùng tẩy phái (tiếng Đức: Wiedertäufer hoặc Anabaptisten, từ tiếng Tân Latinh: anabaptista, gốc từ tiếng Hy Lạp ἀναβαπτισμός nghĩa là "tái thanh tẩy") là các Kitô hữu theo cuộc Cải cách Triệt để (Radical Reformation) tại châu Âu thế kỷ 16. Một số người xếp phong trào này là một nhánh của Kháng Cách trong khi số khác coi đây là một phong trào riêng biệt. Bên cạnh các cộng đoàn Mennonite, Hutterite và Amish là những hậu duệ trực tiếp của Anabaptist, có các nhóm khác hình thành sau này và chịu ảnh hưởng từ phong trào như Schwarzenau Brethren và Bruderhöfer.
Tên gọi Anabaptist xuất phát từ tiếng Hy Lạp có nghĩa là "người nhận phép báp-têm (thanh tẩy) thêm lần nữa". Cái tên này do những người đối nghịch đặt ra để liên hệ tới việc thực hành "tái báp têm" của những người "đã từng được báp têm lúc sơ sinh". Phong trào Anabaptist yêu cầu các dự tòng phải có thể tự mình tuyên xưng đức tin, do đó mà phản đối sự báp têm cho trẻ sơ sinh. Các thành viên ban đầu của phong trào không chấp nhận tên gọi này, cho rằng vì việc báp têm cho trẻ nhỏ là phi kinh thánh và vô hiệu lực nên việc báp têm của các tín hữu trong phong trào không phải là "tái báp têm" nhưng trên thực tế là sự báp têm đầu tiên. Balthasar Hubmaier đã viết: 
Tôi chưa bao giờ dạy tái báp têm....Nhưng tôi giảng dạy phép báp têm đúng đắn của Đức Kitô mà trước đó là giáo huấn và sự tuyên xưng đức tin, và tôi nói rằng báp têm cho trẻ nhỏ là sự trộm cướp phép báp têm đích thực của Đức Kitô...:204

Vì quan điểm khác biệt về bản chất của phép báp têm và các vấn đề khác nên người Anabaptist đã chịu bách hại trong suốt thế kỷ 16 và 17 bởi cả người Tin Lành Hiệp quyền (Magisterial) và người Công giáo Rôma.
Trong khi hầu hết người Anabaptist giữ cách giải thích Bài giảng trên núi theo nghĩa đen, mà theo đó từ chối việc tuyên thệ và tham gia vào các hành động quân sự, thì một số khác như như phái nổi dậy tại Münster và Balthasar Hubmaier lại quan niệm khác. Về mặt kỹ thuật, họ là người Anabaptist mặc dù một số nhà sử học và những người Anabaptist theo chủ nghĩa hòa bình xem họ không phải là người Anabaptist đích thực.